# FOR THE KIDS
『FOR THE KIDS』（フォー・ザ・キッズ）は、大事MANブラザーズバンド初のベスト・アルバム。1993年7月21日に日本コロムビアより発売。

## 概要
アニメタイアップの付いた楽曲を中心に日本コロムビア移籍後に発表された全シングル曲が収録されているが、テレビ朝日系アニメ『クレヨンしんちゃん』初代エンディングテーマ「うたをうたおう」、最大のヒット曲である「それが大事」は移籍前の楽曲のため未収録。

## 収録曲
全作詞・作曲：立川俊之
1. キボウ （お立ち台MIX）
テレビ朝日系『M10』オープニングテーマ曲。
2. 賽は投げられた
NHKアニメ『ポコニャン!』オープニングテーマ。
イントロ出だしのオルガンの数音がない以外はシングルとの違いはない。
3. もしかすっとナンセンス
テレビ朝日系アニメ『南国少年パプワくん』初代エンディングテーマ。
4. Bye-Love
日本テレビ系『うるとら7:00』オープニングテーマ曲。
5. おやじと話す
NHKアニメ『ポコニャン!』初代エンディングテーマ。
6. 愛と勇気のMerry X'mas
ファミリーマートCMソング。テレビ朝日系『君とい・つ・ま・で・も』エンディングテーマ曲。
7. キボウ（FOR THE KIDS）